# IC 5167
IC 5167 је појединачна звијезда у сазвјежђу Водолија која се налази на листи објеката дубоког неба у Индекс каталогу.
Деклинација објекта је - 8° 7' 21" а ректасцензија 22h 7m 31,6s.